# Хорош Михайло Павлович
Михайло Павлович Хорош (27 грудня 1904 [9 січня 1905], Новоселівка, Катеринославська губернія, Російська імперія — 7 грудня 1993, Запоріжжя, Україна) — український актор. Народний та Заслужений артист УРСР (1960).

## Біографія
Народився 27 грудня 1904 [9 січня 1905] року у селі Новоселівці Катеринославської губернії у селянській родині.
Учасник Другої світової війни, нагороджений бойовими нагородами.
У 1920—1922 роках навчався у Харківській театральній студії Наркомосу УСРР.
Працював у Першому театрі УСРР імені Тараса Шевченка, Харківському Червонозаводському драматичному театрі, Одеському театрі Революції, Київському драматичному театрі імені Івана Франка, Чернівецькому та Житомирському музично-драматичних театрах. У 1955—1971 роках — актор Запорізького музично-драматичного театру імені Миколи Щорса.
Помер 7 грудня 1993 року у Запоріжжі.

## Фільмографія
Знявся у фільмах:
- «Карл Бруннер» (1936, реж. М. Маєвська, О. Маслюков)
- «Дочка партизана» (1937, реж. М. Маєвська, О. Маслюков)
- «Кров людська — не водиця» (1960, реж. М. Макаренко)
- «Дмитро Горицвіт» (1961, реж. М. Макаренко)
- «Сповідь» (1962, реж. В. Воронін)

## Нагороди
У 1960 році отримав звання Народного та Заслуженого артиста УРСР.